# 孟仲子
孟仲子，姓孟，名仲子；另說名仲；又說名睪，字仲子。戰國時鄒國人，一說為魯國人，生卒年不詳。趙岐《孟子注》記載孟仲子為孟子堂弟，而孟氏族譜記載孟仲子為孟子之子，實際身分不可考。孟仲子為孟子弟子，孟子死後為公孫丑弟子，又有說曾為子思弟子。曾著書論《詩》，今已失傳。今於山東省孟母林墓群有孟仲子墓。

## 生平
孟仲子最初為子思弟子，與孟子共同學於子思門下，子思死後學於孟子，孟子死後又學於公孫丑。相傳孔子編定《詩經》之後，傳授於子夏，再依序相傳於魯國人曾申、魏國人李克、魯國人孟仲子、根牟子、趙國人荀子、魯國人毛亨、趙國人毛萇。《毛詩》中有許多段落皆引用孟仲子之語為注，但孟仲子之書今已失傳。陳矩《孟子弟子考補正》認為孟仲子實有兩人，孟子堂弟為傳授《詩經》的孟仲子，孟子之子為學於公孫丑的孟仲子。孟子族譜直到第四十五代孫孟寧之後才有可信的記載，據傳孟寧曾自嶧山道人得《公孫子》一書，才知道孟仲子為孟子之子，並曾師從公孫丑。
《孟子》記載，一日齊王派使者來告訴孟子自己生病了，無法親自來見孟子，並問孟子可否明日上朝相見。孟子則回答，自己也不幸染疾，不能上朝。第二天，孟子準備出門到齊大夫東郭氏家中弔唁。公孫丑問孟子，昨日才以生病為藉口推辭上朝，今天卻出門弔喪，是否不太合適。孟子說，昨天我生病，今天就痊癒了，為什麼不能去弔喪呢？於是出門。後來齊王派使者與醫者來拜訪孟子撲空，家中的孟仲子便對使者說，今日孟子病已稍癒，現在已經在前往朝廷的路上了。使者離開後，孟仲子便派人去找孟子，請孟子不要回家，趕緊去上朝。孟子不願上朝，而孟仲子又不讓孟子回家，於是到齊大夫景丑氏家中借宿，而與景丑有忠君敬主之辯。

## 稱號
- 北宋政和五年（1115年）：新泰伯
- 明朝萬曆三十九年（1611年）：先儒孟氏